# 三星Galaxy Note 4
Samsung Galaxy Note 4是三星電子於2014年9月3日推出的搭載安卓作業系統的旗艦智能平板手機，配有5.7英寸1440×2560（515ppi）分辨率的Quad-HD Super AMOLED屏幕，高通骁龙805 2.7GHz四核心處理器（部分地區是三星Exynos雙四核處理器，配時脈速度1.9GHz和1.3GHz）、3GB RAM，后置摄像头具有1600畫素OIS光學防抖動功能，前置则有广角自拍和備有美顏模式。机身后方拥有心跳侦测器，前方Home鍵上配有指紋傳感器。觸控筆也具有類似電腦滑鼠（PC Mouse-like）的多選功能，同时像三星Galaxy Alpha一样，電池方面使用3000mAh或3220mAh，具有30分鐘快速充電功能。
Galaxy Note 4也采用金属边框，使其显得比前代Galaxy Note 3更加高档一些，這次不僅推出黑，白兩色，更推出金色。同期最大競爭對手是IPhone 6以及IPhone 6 plus。此手機吸引許多三星粉絲和其他手機品牌用戶在發佈后的首賣會當天從凌晨开始排队抢购。

## 配置
OS： 安卓4.4.4（可升级到安卓6.0.1）

UI： 三星TouchWiz

显示屏： 5.7英寸 2560 x 1440(2K) Quad-HD Super AMOLED

处理器：高通骁龙805 2.7GHz四核处理器（SM-N910S），三星Exynos 5433/7410 1.3GHz+1.9GHz 双四核处理器（SM-N910C）

图像处理器：Adreno 420（SM-N910S），Mali T-760（SM-N910C）

储存空间：16/32GB ROM，3GB RAM（记忆卡最高可扩展128GB）

摄像镜头：后置16MP CMOS（具有OIS光学防抖技术），前置3.7MP CMOS（具有广角自拍），支持4K视频录制

电池容量：3000mAh 只有雙卡版本和部分單卡版本 /3220mAh 只有單卡版本（具有30分钟50%快充功能）

顏色：黑,白,金,粉紅,銀(只限南韓)

## 荣誉

### 2014年
- 年度最佳智能手机
- 年度最佳手机摄像镜头
- 年度最备受瞩目的智能手机
- 中华民国第三季旗舰级智能手机销量冠军
- 中华民国第四季旗舰级智能手机销量no.1

## 意外事故
2017年3月9日凌晨4點，中國一位馮先生放在床邊充電的Note 4電池爆炸了，現場一片狼藉，棉被被燒爛，被爆炸所傷的女兒立刻送醫治療，在其臉上下巴附近和手上都有被燒傷的痕跡，可能會面臨被毀容的危險。

## 問題
有使用者指出手機螢幕和機殼間縫隙太大，可以塞入名片。官方則表示不會影響手機品質及功能。許多用戶報告說，他們的Snapdragon Note 4手機未能啟動，出現“mmc_read failed”錯誤。用家報告說問題只發生在OTAMarshmallow更新之後，但另一個人說，即使沒有更新，他們也得到了同樣的錯誤。與此啟動錯誤相關，受影響的手機可能會卡屏並最終在屏幕鎖定後重新啟動，並且在嚴重情況下，在使用過程中會隨機重新啟動，只可以防止CPU進入深度睡眠的解決方法是可用。還有電池因過熱風險而被召回。